# Nebula (strömningstjänst)
Nebula är en strömningstjänst som lanserades 2019. Nebula lanserades som ett komplement till Youtube, där kanalernas synlighet – och därmed innehavarnas annonsintäkter – styrs av algoritmer. Till skillnad från Youtube är Nebula en annonsfri abonnemangstjänst och videoskaparnas intäkter baseras istället på tittartid.